# سيس يان وينكل
سيس يان وينكل (مواليد 10 يونيو 1962) هو سبّاح هولندي، مثّل بلاده في الألعاب الأولمبية الصيفية 1980.

## روابط خارجية
سيس يان وينكل على موقع الاتحاد الدولي للسباحة (الإنجليزية)
- سيس يان وينكل على موقع أوليمبيديا (الإنجليزية)